# یواس‌اس بالوارک (ای‌ام-۴۲۵)
یواس‌اس بالوارک (ای‌ام-۴۲۵) (به انگلیسی: USS Bulwark (AM-425)) یک کشتی بود که طول آن ۱۷۲ فوت (۵۲ متر) بود. این کشتی در سال ۱۹۵۳ ساخته شد.